# Conleth Hill
Conleth Seamus Eoin Croiston Hill (født 24. november 1964) er en nordirsk skuespiller, der har optrådt på scenen i både britiske og amerikanske forestillinger. Han er bedst kendt i rollen som Varys i tv-serien Game of Thrones.

## Udvalgt filmografi

### Film
- Mig og Melody (2009) – Brockman
- Perrier's Bounty (2009) – Russ
- Laksefiskeri i Yemen (2011) – Bernard Sugden
- Serena (2014) – Dr. Chaney, ukrediteret
- A Patch of Fog (2015) – Sandy Duffy

### Tv-serier
- Game of Thrones (2011–19; 46 afsnit) – Varys
- Suits (2013; 6 afsnit) – Edward Darby
- Kriminalkommissær Foyle (2015; enkelt afsnit) – Sir Ian Woodhead